# Scartella cristata
Scartella cristata là một loài cá trong họ Blenniidae trong bộ Perciformes. Loài cá này có thể được tìm thấy ở Đại Tây Dương, Địa Trung Hải, và Tây Bắc Thái Bình Dương. Màu sắc của chúng gồm đốm nâu, trắng, và màu đen trên thân và vây. Đầu của loài cá này được bao phủ bởi các phần phụ giống như lông ngắn và có hai con mắt rất lớn. Loài này đạt chiều dài đến 12 cm.